# لجنة الدولة للأمن القومي (طاجيكستان)
لجنة الدولة للأمن القومي هي وكالة الأمن القومي والاستخبارات الرئيسية في طاجيكستان. وتشمل مسؤولياتها الرئيسية الأمن الداخلي وأمن الحدود والاستخبارات المضادة ومكافحة الإرهاب ومكافحة المخدرات ومكافحة الجريمة المنظمة والمراقبة. يتم تعيين رئيس اللجنة وجميع نوابه من قبل رئيس طاجيكستان ويكونون مسؤولين أمامه. شغل اللفتنانت جنرال سايمون ياتيموف منصب رئيس اللجنة منذ 2 سبتمبر 2010.
تخضع اللجنة لقانون هيئات الأمن القومي لجمهورية طاجيكستان. ويشرف مكتب المدعي العام رسميًا على نشاطها، على الرغم من أن الرقابة الخارجية على اللجنة الفرعية للشؤون الاجتماعية تكاد تكون معدومة.
تدير اللجنة المدرسة العليا التابعة لها في دوشانبي التي تدرب الضباط للوكالة. لديها قيادة على وحدة مجموعة ألفا.

## التاريخ
اللجنة هي المنظمة الطاجيكية التي خلفت لجنة أمن الدولة كي جي بي التابعة للاتحاد السوفيتي وفرعها الإقليمي في جمهورية طاجيكستان الاشتراكية السوفيتية. بعد تفكك الاتحاد السوفياتي تم تغيير اسم لجنة أمن الدولة في جمهورية طاجيكستان الاشتراكية السوفياتية إلى لجنة الأمن القومي في 28 ديسمبر 1991 في جمهورية طاجيكستان. في عام 1995 أعيد تنظيم لجنة أمن الدولة وأعيد تسميتها إلى وزارة الأمن. في 30 نوفمبر 2006 تم حل وزارة الأمن، وتولت لجنة الدولة للأمن القومي التي تم إنشاؤها حديثًا مسؤولياتها. كما تولت الوكالة الجديدة مسؤولية أمن الحدود التي كانت تندرج في السابق ضمن تفويض اللجنة الحكومية لحماية الحدود.
عمل العقيد الجنرال خيري الدين عبد الرحيموف كوزير للأمن في طاجيكستان من مارس 1999 إلى نوفمبر 2006. عندما تم إنشاء اللجنة الأمنية العليا تم تعيين عبد الرحيموف رئيسًا لها وتولى رئاسة اللجنة حتى سبتمبر 2010. بعد هروب جريء لـ 25 نزيلاً من مركز الاحتجاز التابع للمركز الأمني العالي في دوشانبي في 23 أغسطس 2010، قدم عبد الرحيموف ونوابه الأربعة خطابات استقالة. في 2 سبتمبر 2010 وقع الرئيس إمام علي رحمن خطابات الاستقالة، وعيّن الفريق صيامين يتيموف أحد نواب عبد الرحيموف رئيسًا للمركز الوطني للإعلاميين.

## التنظيم
يقع المقر الرئيسي للجنة عند تقاطع شارع جالول إكرامي وشارع شيروز في وسط دوشانبي. تحت المستوى الوطني لدى اللجنة مكاتب إقليمية في جميع المقاطعات والمناطق في طاجيكستان. كما أن لديها إدارات في القوات المسلحة والمؤسسات العسكرية الأخرى ووزارة الداخلية وشركة السكك الحديدية الوطنية والناقل الجوي الوطني.
لا توجد معلومات مفتوحة حول الهيكل التنظيمي الحالي للجنة بسبب جو السرية الذي يحيط بالمنظمة. ومع ذلك فقد احتفظت على الأرجح بهيكل مماثل للجنة الاتحاد السوفيتي لأمن الدولة. لدى اللجنة إدارات منفصلة مسؤولة عن التجسس الأجنبي والاستخبارات المضادة والمراقبة السياسية في القوات المسلحة ومكافحة الإرهاب والتطرف ومراقبة الحدود والأمن الاقتصادي وحماية كبار المسؤولين السياسيين والرقابة والمراقبة والأمن الاقتصادي والموظفين والتحقيق.